# Digitale Bibliothek (Produkt)
Die Digitale Bibliothek ist eine Reihe digitaler Texteditionen, die zwischen 1997 und 2007 im Verlag Directmedia Publishing in Form von CD- und DVD-ROMs erschien.

Beispielansicht der Bibliotheksverwaltung mit einigen installierten Bänden unter Windows

Beispielansicht eines geöffneten Bandes mit Inhaltsverzeichnis und Textbereich

Beispielansicht der MacDigibib 2 mit einem geöffneten Lexikon

## Entstehung und Allgemeines
Zunächst war die Reihe nur auf geisteswissenschaftliche Texte spezialisiert; die ersten Bände enthielten gemeinfreie Texte aus Prosa und Lyrik von der Aufklärung bis zum Beginn des Expressionismus und philosophische Texte von der Antike bis zu Nietzsche. Erst im Laufe der Jahre kamen weitere Textgenres hinzu: So wurden beispielsweise alte, inzwischen ebenfalls gemeinfreie Lexika wie Brockhaus' kleines Konversationslexikon, aber auch noch dem Urheberrecht unterliegende Nachschlagewerke herausgebracht. Einige, allerdings teurere, Ausgaben enthalten auch Faksimiles der zugrundegelegten Bucheditionen.
Sowohl der Wahlspruch der Reihe, „CD-ROMs für Menschen, die Bücher lesen“, als auch Aussagen in diversen Vorworten einzelner Bände zeigen, dass durch die Digitale Bibliothek nicht die jeweiligen Buchausgaben oder Bücher allgemein ersetzt werden sollen. Vielmehr sollen Recherche- und Erschließungshilfen zur Verfügung gestellt werden, die erst durch den Einsatz des Computers ermöglicht werden. Aus diesem Grund ist, sofern es sich bei einem Band um die digitale Edition einer Buchausgabe handelt, jeweils eine Sigel-Liste beigefügt und normalerweise eine wortgenaue Seitenkonkordanz und damit die Zitierfähigkeit sichergestellt.
Viele Bände sind auch als kostenpflichtiger Download erhältlich. Man erhält dann ein Datenpaket, das man mit der Bibliothekssoftware öffnen kann und das ansonsten wie die CD-ROM-Version zu handhaben ist.
Die Reihe Digitale Bibliothek wird seit 2007 nicht mehr weitergeführt. Die Nachfolgebände tragen den Namen zeno.org und enthalten sowohl neue Veröffentlichungen als auch in der Vorgängerreihe vergriffene Ausgaben. Seit Herbst 2007 ist eine weitere Reihe mit dem Namen Kleine Digitale Bibliothek erhältlich.

2010 erschien unter dem Titel Die große eBook-Bibliothek der Weltliteratur eine Sammelausgabe auf DVD, welche die Texte in den Formaten PDF, EPUB, XML, HTML, RTF und TXT enthielt. Der Inhalt umfasst die folgenden Bände der Hauptreihe:
- Bd. 57: Operntexte von Monteverdi bis Strauss
- Bd. 59: English and American Literature
- Bd. 75: Deutsche Lyrik von Luther bis Rilke
- Bd. 89: Die Bibliothek der Weltliteratur
- Bd. 95: Deutsche Dramen von Hans Sachs bis Arthur Schnitzler
- Bd. 125: Deutsche Literatur von Luther bis Tucholsky. Großbibliothek

Insgesamt enthält die Sammelausgabe 1800 Werke von 500 deutschen Autoren und über 600 englischsprachige Titel sowie 183 Opernlibretti in Originalsprache und deutscher Übersetzung.

## Lesesoftware
Um die Bände anzuzeigen, ist die kostenlose, aber proprietäre Software Digibib erforderlich, die für Microsoft Windows (95 bis Windows 10) verfügbar ist. Neben der kostenlosen Version 4.01.350, die unter anderem Recherchen im Verzeichnis, Volltext oder Personen in einzelnen Bänden oder im Gesamtbestand ermöglicht, ist auch eine kostenpflichtige Version 5.0 verfügbar. Sie unterscheidet sich von der Vorgängerversion in der Möglichkeit, ausgewählte Auszüge für verschiedene elektronische Lesegeräte (E-Books) zu exportieren. Zudem können PDFs und editierbare Textdateien erzeugt werden (z. B. DOC, TXT, RTF). Weiterhin lässt sich mit Hilfe der Digitalen Bibliothek 5 der Inhalt der Werke auf einen heimischen Server aufsetzen, so dass von außerhalb mittels Laptop oder Smartphone auf den gesamten Datenbestand zugegriffen werden kann.
Ursprünglich (bis Version 3) war die Bibliothekssoftware so gestaltet, dass ausschließlich der jeweils beim Start eingelegte Band von CD gelesen werden konnte. Mit Version 4 kam eine als „Bibliotheksverwaltung“ bezeichnete Erweiterung hinzu, die das Kopieren der Bände auf Festplatte und das Starten der auf Festplatte vorhandenen Bände ohne eingelegte CD ermöglicht. Für dieses Zusatzmodul war jedoch eine kostenfreie, personengebundene Registrierung erforderlich. Der bei der Registrierung angegebene Name wird beim Öffnen der Bibliotheksverwaltung in der Titelleiste angezeigt. Da inzwischen keine Neuregistrierung mehr möglich ist, die Funktion aber zur Integration von Download-Bänden sowie zum Aufsetzen des Servers in der Version 5 benötigt wird, hat der heutige Distributor einen generischen Registriercode auf den Namen Hans Mustermann bereitgestellt.
Unter Linux kann die Windows-Version mittels Wine ausgeführt werden. Für Mac OS X gibt es die sogenannte MacDigibib, deren Version 2.1 (Stand: Januar 2008) neben einer undokumentierten Bibliotheksverwaltung aber nur über rudimentäre Funktionen verfügt.

## Hauptreihe
Die Hauptreihe enthält folgende Bände:
- Bd. 1: Deutsche Literatur. Von Lessing bis Kafka. ISBN 3-89853-401-4
- Bd. 2: Philosophie von Platon bis Nietzsche. ISBN 3-89853-102-3
- Bd. 3: Geschichte der Philosophie. ISBN 978-3-89853-403-1
- Bd. 4: Johann Wolfgang Goethe – Werke. ISBN 978-3-89853-404-8
- Bd. 5: Gotthold Ephraim Lessing – Werke. ISBN 978-3-89853-405-5
- Bd. 6: Theodor Fontane – Werke. ISBN 978-3-89853-406-2
- Bd. 7: Heinrich Heine – Werke. ISBN 978-3-89853-907-4
- Bd. 8: E. T. A. Hoffmann – Werke. ISBN 978-3-89853-408-6
- Bd. 9: Walther Killy: Literaturlexikon. ISBN 978-3-89853-409-3
- Bd. 10: Johann Wolfgang Goethe: Briefe – Tagebücher – Gespräche. ISBN 978-3-89853-410-9
- Bd. 11: Marx/Engels – Ausgewählte Werke. ISBN 978-3-89853-411-6
- Bd. 12: RGG – Die Religion in Geschichte und Gegenwart: Handwörterbuch für Theologie und Religionswissenschaft (3. Aufl.). Directmedia, Berlin 2004, ISBN 3-89853-412-X
- Bd. 13: Gero von Wilpert: Lexikon der Weltliteratur, Directmedia, Berlin 2000, ISBN 3-89853-113-9
- Bd. 14: Golo Mann: Propyläen Weltgeschichte, Directmedia, Berlin 2000, ISBN 3-89853-114-7
- Bd. 15: Kurt Tucholsky: Werke, Briefe, Materialien, Directmedia, Berlin 2007, ISBN 978-3-89853-415-4
- Bd. 16: Knaurs Lexikon der Symbole. ISBN 978-3-89853-416-1
- Bd. 17: Wörterbuch der Mythologie. ISBN 978-3-89853-417-8
- Bd. 18: Lexikon der Antike. ISBN 978-3-89853-418-5
- Bd. 19: Bilderlexikon der Erotik. Universallexikon der Sittengeschichte und Sexualwissenschaft des Instituts für Sexualforschung, Wien 1928–1932, Directmedia, Berlin 2007, ISBN 978-3-86640-706-0
- Bd. 20: Der Nürnberger Prozess. ISBN 978-3-89853-420-8
- Bd. 21: Deutsche Einheit. Dokumente zur Deutschlandpolitik
- Bd. 22: Kindlers Malereilexikon Mit über 4000 Abbildungen, ISBN 978-3-89853-422-2
- Bd. 23: Roland Asanger, Gerd Wenninger: Handwörterbuch Psychologie. ISBN 978-3-89853-423-9
- Bd. 24: Viktor Žmegač: Geschichte der deutschen Literatur. ISBN 978-3-89853-424-6
- Bd. 25: Enzyklopädie des Nationalsozialismus
- Bd. 26: Geschichte des deutschen Buchwesens. ISBN 978-3-89853-426-0
- Bd. 27: In medias res. Lexikon lateinischer Zitate und Wendungen (4. Ausgabe). ISBN 978-3-89853-227-3
- Bd. 28: Albrecht Dürer: Das Gesamtwerk.
- Bd. 29: Die Luther-Bibel. Originalausgabe 1545 und revidierte Fassung 1912. ISBN 978-3-932544-41-5
- Bd. 30: Dichtung der Antike von Homer bis Nonnos. ISBN 978-3-89853-430-7
- Bd. 31: Friedrich Nietzsche – Werke. ISBN 978-3-89853-431-4
- Bd. 32: Enzyklopädie der DDR. ISBN 978-3-89853-432-1
- Bd. 33: Großes Sängerlexikon. ISBN 978-3-89853-433-8
- Bd. 34: Metzler Lexikon Sprache. ISBN 978-3-89853-434-5
- Bd. 35: Hubert Jedin: Handbuch der Kirchengeschichte. ISBN 978-3-89853-435-2
- Bd. 36: Heinz Küpper: Wörterbuch der deutschen Umgangssprache. ISBN 978-3-89853-436-9
- Bd. 37: Lexikon der Weltarchitektur
- Bd. 38: Brockhaus Riemann – Musiklexikon. ISBN 3-89853-438-3
- Bd. 39: Deutsche Geschichte von Tag zu Tag 1918-1949. ISBN 978-3-89853-439-0
- Bd. 40: Johann Christoph Adelung: Grammatisch-kritisches Wörterbuch der hochdeutschen Mundart. ISBN 978-3-89853-440-6
- Bd. 41: Lexikon der Renaissance. ISBN 978-3-89853-441-3
- Bd. 42: Lutz Röhrich: Lexikon der sprichwörtlichen Redensarten
- Bd. 43: Lexikon der Kunst. ISBN 978-3-89853-443-7
- Bd. 44: Heinrich Graetz: Geschichte der Juden., ISBN 978-3-89853-444-4
- Bd. 45: Deutsche Literatur von Frauen,  ISBN 3-89853-145-7
- Bd. 46: Der Koran. ISBN 978-3-89853-446-8
- Bd. 47: Lexikon des Islam. ISBN 978-3-89853-447-5
- Bd. 48: Lexikon des Buddhismus. ISBN 978-3-89853-448-2
- Bd. 49: Das Dritte Reich. Daten-Bilder-Dokumente. ISBN 978-3-89853-449-9
- Bd. 50: Brockhaus. Kleines Konversations-Lexikon.
- Bd. 51: Hugo Friedländer: Interessante Kriminal-Prozesse.
- Bd. 52: Reclams Opernlexikon. ISBN 978-3-89853-452-9
- Bd. 53: Illustrierte Geschichte der Medizin.
- Bd. 54: Wer war wer in der DDR? ISBN 978-3-89853-154-2
- Bd. 55: Geschichte des Altertums. ISBN 978-3-89853-455-0
- Bd. 56: Archiv des deutschen Alltagsdesigns. ISBN 978-3-89853-456-7
- Bd. 57: Operntexte von Monteverdi bis Strauss. ISBN 978-3-89853-457-4
- Bd. 58: Max Weber – Gesammelte Werke. ISBN 978-3-89853-458-1
- Bd. 59: English and American Literature. ISBN 978-3-89853-459-8
- Bd. 60: MGG – Die Musik in Geschichte und Gegenwart. ISBN 978-3-89853-460-4
- Bd. 61: Shakespeare: Complete Works. ISBN 978-3-89853-461-1
- Bd. 62: Deutsches Sprichwörterlexikon. ISBN 978-3-89853-462-8
- Bd. 63: Martin Luther – Gesammelte Werke. ISBN 978-3-89853-463-5
- Bd. 64: dtv-Lexikon Theater. ISBN 978-3-89853-464-2
- Bd. 65: dtv-Wörterbuch Pädagogik
- Bd. 66: Der Erste Weltkrieg in deutschen Bildpostkarten. ISBN 978-3-89853-466-6
- Bd. 67: Sulzer: Allgemeine Theorie der Schönen Künste. ISBN 978-3-89853-467-3
- Bd. 68: Lexikon Kunsthandwerk und Design
- Bd. 69: Lateinisch-Deutsch/Deutsch-Lateinisch. Ausführliches Handwörterbuch. ISBN 978-3-89853-469-7
- Bd. 70: Kindlers Meisterzeichnungen aller Epochen.
- Bd. 71: Wörterbuch Geschichte. ISBN 978-3-89853-471-0
- Bd. 72: Hans Delbrück: Geschichte der Kriegskunst. ISBN 978-3-89853-472-7
- Bd. 73: Taschenlexikon Religion und Theologie
- Bd. 74: Wilhelm Busch: Gesammelte Werke. ISBN 978-3-89853-474-1
- Bd. 75: Deutsche Lyrik von Luther bis Rilke
- Bd. 76: Brehms Tierleben. ISBN 978-3-89853-476-5
- Bd. 77: Karl Mays Werke. ISBN 978-3-89853-477-2
- Bd. 78: Archiv der Gegenwart. Deutschland 1949 bis 1999
- Bd. 79: Lexikon der Politik. ISBN 978-3-89853-479-6
- Bd. 80: Hans-Jörg Uther (Hrsg.): Deutsche Märchen und Sagen. ISBN 978-3-89853-480-2
- Bd. 81: Wörterbuch Kirchengeschichte. ISBN 978-3-89853-481-9
- Bd. 82: Wörterbuch Archäologie
- Bd. 83: Wörterbuch Psychologie
- Bd. 84: Wörterbuch Synonyme. ISBN 978-3-89853-484-0
- Bd. 85: Lexikon der Naturwissenschaftler. ISBN 978-3-89853-485-7
- Bd. 86: Die Reden Buddhas. ISBN 978-3-89853-486-4
- Bd. 87: Erzählungen aus 1001 Nacht. ISBN 978-3-89853-487-1
- Bd. 88: Deutsche Literatur im Mittelalter. ISBN 978-3-89853-488-8
- Bd. 89: Die Bibliothek der Weltliteratur. ISBN 978-3-89853-489-5
- Bd. 90: Walter Scherf: Das Märchenlexikon. ISBN 978-3-89853-490-1
- Bd. 91: Edgar Allan Poe – Werke. ISBN 978-3-89853-491-8
- Bd. 92: Kaiser, Führer, Republik. Politische Postkarten vom Kaiserreich bis zur Besatzungszeit. ISBN 978-3-89853-492-5
- Bd. 93: Hexen. ISBN 978-3-89853-493-2
- Bd. 94: Asiatische Philosophie. Indien und China. ISBN 978-3-89853-494-9
- Bd. 95: Deutsche Dramen von Hans Sachs bis Arthur Schnitzler. ISBN 978-3-89853-495-6
- Bd. 96: Biblisch-historisches Handwörterbuch. ISBN 978-3-89853-496-3
- Bd. 97: Theodor W. Adorno: Gesammelte Schriften. ISBN 978-3-89853-497-0
- Bd. 98: Evangelisches Kirchenlexikon. ISBN 978-3-89853-498-7
- Bd. 99: Stefan George – Werke. ISBN 978-3-89853-499-4
- Bd. 100: Meyers Großes Konversations-Lexikon. 6. Aufl. 1905–1909, ISBN 978-3-89853-500-7
- Bd. 101: Der Auschwitz-Prozess. ISBN 978-3-89853-801-5
- Bd. 102: Deutsche Autobiographien. ISBN 978-3-89853-502-1
- Bd. 103: Friedrich Schiller: Werke. ISBN 978-3-89853-503-8
- Bd. 104: Reklame. Produktwerbung im Plakat 1890 bis 1918. ISBN 978-3-89853-504-5
- Bd. 105: Jules Verne: Bekannte und unbekannte Welten. Das erzählerische Werk. ISBN 978-3-89853-505-2
- Bd. 106: Vollständiges Heiligen-Lexikon. ISBN 978-3-89853-506-9
- Bd. 107: Richard Wagner – Werke, Schriften und Briefe. ISBN 978-3-89853-507-6
- Bd. 108: Gutes Benehmen – Anstandsbücher. ISBN 978-3-89853-508-3
- Bd. 109: Handlexikon zur Militärgeschichte. ISBN 978-3-89853-509-0
- Bd. 110: Hans-Jörg Uther (Hrsg.): Europäische Märchen. ISBN 978-3-89853-510-6
- Bd. 111: Merkwürdige Literatur. ISBN 978-3-89853-511-3
- Bd. 112: Atlas Deutsche Sprache. ISBN 978-3-89853-512-0
- Bd. 113: Deutsche Komponisten von Bach bis Wagner. ISBN 978-3-89853-513-7
- Bd. 114: Schotts Führer durch die Musikwelt. ISBN 978-3-89853-514-4
- Bd. 115: Pierer's Universal-Lexikon. ISBN 978-3-89853-515-1
- Bd. 116: Otto Lueger: Lexikon der gesamten Technik. ISBN 978-3-89853-516-8
- Bd. 117: Pape: Griechisch-Deutsch. ISBN 978-3-89853-517-5
- Bd. 118: Damen Conversations Lexikon. ISBN 978-3-89853-518-2
- Bd. 119: Fischer Weltgeschichte. ISBN 978-3-89853-519-9
- Bd. 120: Faust-Anthologie einer deutschen Legende. ISBN 978-3-89853-520-5
- Bd. 121: Joachim Ringelnatz: Das Gesamtwerk. ISBN 978-3-89853-521-2
- Bd. 122: Albert Einstein – Leben und Werk. ISBN 978-3-89853-522-9
- Bd. 123: R. Braccini: Praktisches Wörterbuch der Musik. Deutsch/Italienisch/Englisch/Französisch. ISBN 978-3-89853-523-6
- Bd. 124: Atlas Namenkunde. Vor- und Familiennamen im deutschen Sprachgebiet. ISBN 978-3-89853-524-3
- Bd. 125: Deutsche Literatur von Luther bis Tucholsky. Großbibliothek (DVD-Rom). ISBN 978-3-89853-525-0
- Bd. 126: Das Literarische Quartett. Gesamtausgabe aller 77 Sendungen von 1988 bis 2001. ISBN 978-3-89853-526-7
- Bd. 127: Klassiker des Protestantismus
- Bd. 128: Émile Zola: Die Rougon-Macquart. ISBN 978-3-89853-528-1
- Bd. 129: Arthur Conan Doyle: Sherlock Holmes. Zweisprachig Englisch/Deutsch. ISBN 978-3-89853-529-8
- Bd. 130: Wolfgang Amadeus Mozart – Leben und Werk. ISBN 978-3-89853-530-4
- Bd. 131: Conversations-Lexikon oder kurzgefasstes Handwörterbuch 1. Auflage. (1809-1811). ISBN 978-3-89853-531-1
- Bd. 132: Karlheinz Deschner: Kriminalgeschichte des Christentums. ISBN 3-89853-532-0
- Bd. 133: Herders Conversations-Lexikon (1. Auflage. 1854-1857). ISBN 978-3-89853-533-5
- Bd. 134: Edmund Reitter: Fauna Germanica – Die Käfer des Deutschen Reiches. ISBN 978-3-89853-534-2
- Bd. 135: Benjamin Hederich: Gründliches mythologisches Lexikon. ISBN 978-3-89853-535-9
- Bd. 136: Erotische Literatur – von Lysistrata bis Lady Chatterley. ISBN 978-3-89853-536-6
- Bd. 137: Literatur vor Ort.
- Bd. 138: Geschichte der Biologie. ISBN 978-3-89853-538-0
- Bd. 139: Wörterbuch Musik. ISBN 978-3-89853-539-7
- Bd. 140: Wörterbuch Biologie. ISBN 978-3-89853-540-3
- Bd. 141: Wörterbuch Physik. ISBN 978-3-89853-541-0
- Bd. 142: Vincent van Gogh: Briefe Gemälde Zeichnungen. ISBN 978-3-89853-542-7
- Bd. 143: Schlagwörter und Schlachtrufe – Aus zwei Jahrhunderten deutscher Geschichte. ISBN 978-3-89853-543-4
- Bd. 144: Lexikon der Arzneipflanzen und Drogen. ISBN 978-3-89853-544-1
- Bd. 145: Handwörterbuch des deutschen Aberglaubens.
- Bd. 146: Bilder-Conversations-Lexikon.
- Bd. 147: Herbert A. und Elisabeth Frenzel: Daten deutscher Dichtung. ISBN 978-3-89853-547-2
- Bd. 148: Wörterbuch Theologie. ISBN 978-3-89853-548-9
- Bd. 149: Peter Weiss: Die Notizbücher. ISBN 978-3-89853-549-6
- Bd. 150: Victor Klemperer: Die Tagebücher 1933–1945. ISBN 978-3-89853-550-2
- Bd. 151: Deutsche Geschichte. ISBN 978-3-89853-551-9
- Bd. 152: Oswald Spengler: Der Untergang des Abendlandes. ISBN 978-3-89853-552-6
- Bd. 153: Atlas Deutsche Literatur. ISBN 978-3-89853-553-3
- Bd. 154: Lovis Corinth – Werke und Schriften. ISBN 978-3-89853-554-0
- Bd. 155: Franz Marc – Werke und Schriften. ISBN 978-3-89853-555-7
- Bd. 156: Karl Kraus – Schriften. ISBN 978-3-89853-556-4
- Bd. 157: Märchen der Welt. ISBN 978-3-89853-557-1
- Bd. 158: Geschichte der klassischen Bildgattungen in Quellentexten und Kommentaren. ISBN 978-3-89853-558-8
- Bd. 159: Horst Völz: Wissen – Erkennen – Information. ISBN 978-3-89853-559-5
- Bd. 161: Edward Gibbon: Verfall und Untergang des römischen Imperiums. ISBN 978-3-89853-561-8
- Bd. 164: Hans-Dieter Haustein: Universalgeschichte des Messens. ISBN 978-3-89853-564-9
- Bd. 165: Georg Hensel: Spielplan. ISBN 978-3-89853-565-6

### Besonderheiten und Anmerkungen
- Von Band 1 erschienen zunächst eine „Basisbibliothek“ und eine erweiterte „Studienbibliothek“. Die „Studienbibliothek“ konnte entweder eigenständig oder als Upgrade der „Basisbibliothek“ erworben werden. Spätere Ausgaben (mit Software-Version 4) wurden nur noch mit dem Textbestand der „Studienbibliothek“ herausgebracht.
- Die Bände 13 und 14 wurden nach Abverkauf der Erstauflage aus dem Verlagsprogramm genommen, da keine Lizenz für eine Neuauflage erworben werden konnte.
- Frühe Auflagen der Bände 19 und 22 wurden wie alle anderen Bände auf CD-ROM veröffentlicht. Der zu diesen Bänden gehörende umfangreiche Bildbestand war deshalb aufgrund der Größenbeschränkung dieses Mediums zunächst nur in reduzierter, für die Bildschirmbetrachtung geeigneter Auflösung verfügbar. Spätere Ausgaben mit Software-Version 3 sowie alle Ausgaben mit Software-Version 4 wurden als DVD-Ausgabe herausgebracht, in der das Bildmaterial in höherer Auflösung vorliegt.
- Der Band 100 erschien als Jubiläumsband in mehreren Versionen: Zuerst in einer auf 1000 Stück limitierten, handnummerierten und in Leinen gebundenen Hülle mit dem Softwarestand der Version 3. Anschließend erschien eine „Studienausgabe“ in regulärer DVD-Hülle und ohne Faksimiles der Originalwerke. Mit Einführung der Software-Version 4 wurde der Band erneut vollständig mit Faksimiles in regulärer Aufmachung (Erstauflage als „Buchdeckel“, Neuauflagen in DVD-Hülle) herausgebracht.
- Die Bandnummern 160, 162 und 163 wurden nicht vergeben.

## Weitere Reihen
Neben der Hauptreihe erschienen verschiedene Nebenreihen im Rahmen der Digitalen Bibliothek.
Die Reihen gliedern sich entsprechend ihrer abkürzenden Bezeichnung und laufenden Nummerierung wie folgt:
- DBSOxx = DigiBib Sonderbände
- DBSKxx = DigiBib Spektrum
- DBHMxx = Digitale Bücher, die jeder haben muss
- DBSPxx = DigiBib Spezial
- TYPKKxx = The Yorck Projekt – Kunst für Kenner
- KDBxx = Kleine Digitale Bibliothek
- DBWBGx = Wissenschaftliche Buchgesellschaft
- DSBxx = DigiBib Schülerbibliothek
- HWPH01 = Joachim Ritter: Historisches Wörterbuch der Philosophie. Directmedia, Berlin 2006, ISBN 3-7965-2685-3
- QPxx = Quellen Philosophie
- QGxx = Quellen Germanistik

### DBSOxx: Sonderbände
- DBSO01: Meisterwerke deutscher Dichter und Denker. Directmedia, Berlin 2000, ISBN 3-932544-65-X
- DBSO02: Die digitale Bibliothek der Philosophie. Directmedia, Berlin 2001, ISBN 3-86150-617-3
- DBSO03: Wahl 2002: Parteisatzungen, Parteiprogramme, Wahlstatistiken Directmedia 2002, ISBN 3-932544-90-0
- DBSO04: Walter Krämer, Denis Krämer, Götz Trenkler: Das digitale Lexikon der populären Irrtümer. Directmedia, Berlin 2003, ISBN 3-932544-83-8
- DBSO05: Kamasutra – Die Kunst der Liebe. Directmedia, Berlin 2003, ISBN 3-932544-60-9
- DBSO06: Hanswilhelm Haefs, Das digitale Handbuch des nutzlosen Wissens. Directmedia, Berlin 2003, ISBN 3-932544-79-X
- DBSO07: Österreichische Literatur von Grillparzer bis Schnitzler. Directmedia, Berlin 2003, ISBN 3-932544-61-7
- DBSO08: Was Sie über Naturwissenschaften heute wissen müssen. Directmedia, Berlin 2003, ISBN 3-932544-78-1
- DBSO09: Die digitale Bibliothek der deutschen Lyrik. Directmedia, Berlin 2003, ISBN 3-86150-606-8
- DBSO10: Kant: Werke. Directmedia, Berlin 2004, ISBN 3-89853-014-0
- DBSO11: 5000 Meisterwerke der Photographie. identisch mit TYP08, Directmedia, Berlin 2004, ISBN 3-936122-17-2
- DBSO12: 25.000 Meisterwerke. identisch mit TYP09, Directmedia, Berlin 2004, ISBN 3-86150-622-X
- DBSO13: The Digital Library of English and American Literature. Directmedia, Berlin 2004, ISBN 3-86150-624-6
- DBSO14: Lykke Aresin, Kurt Starke: Lexikon der Erotik. Paul Frischauer, Gottfried Lischke, Angelika Tramitz: Weltgeschichte der Erotik. Directmedia, Berlin 2004, ISBN 3-89853-015-9
- DBSO15: Thomas Nauerth: Handbibliothek Christlicher Friedenstheologie. Directmedia, Berlin 2004, ISBN 3-89853-013-2
- DBSO16: Giacomo Girolamo Casanova: Geschichte meines Lebens. Directmedia, Berlin 2004, ISBN 3-89853-012-4
- DBSO17: Peter Wicke: Lexikon der populären Musik. Directmedia, Berlin 2004, ISBN 3-89853-011-6
- DBSO18: Die digitale Bibliothek der deutschen Märchen und Sagen. Directmedia, Berlin 2004, ISBN 3-86150-708-0
- DBSO19: Entdeckungen 1: Neue Autoren stellen sich vor. Directmedia, Berlin 2004, ISBN Unbekannt
- DBSO20: Wolfgang Emmerich: Kleine Literaturgeschichte der DDR. Directmedia, Berlin 2004, ISBN 3-89853-067-1
- DBSO21: Manfred Hardt: Geschichte der italienischen Literatur. Directmedia, Berlin 2004, ISBN 3-89853-068-X
- DBSO22: Hans Ulrich Gumbrecht: Eine Geschichte der spanischen Literatur. Directmedia, Berlin 2004, ISBN 3-89853-069-8
- DBSO23: Martin Kunzler: Jazz-Lexikon. Directmedia, Berlin 2004, ISBN 3-89853-018-3
- DBSO24: Samuel Hahnemann: Die Geburt der Homöopathie. Directmedia, Berlin 2004, ISBN 3-89853-016-7
- DBSO25: Entdeckungen 2:. Neue Autoren stellen sich vor. Directmedia, Berlin 2004.
- DBSO26: Andreas Ommer: Verzeichnis aller Operngesamtaufnahmen. Directmedia, Berlin 2004, ISBN 3-89853-032-9
- DBSO27: Eberhard Wormer: Neues Großes Lexikon – Medizin & Gesundheit. Directmedia, Berlin 2006, ISBN 3-89853-035-3
- DBSO28: Das große TV Spielfilm Filmlexikon. Directmedia, Berlin 2006, ISBN 3-89853-036-1
- DBSO29: Nicolette Bohn: Lexikon der Sekten und Psychogruppen. Directmedia, Berlin 2006, ISBN 3-89853-033-7
- DBSO30: Johann Wolfgang von Goethe: Leben und Werk. Directmedia, Berlin 2006, ISBN 3-89853-034-5
- DBSO31: Legendäre Lexika. Directmedia, Berlin 2006, ISBN 3-89853-001-9 – Kombinationsband aus den Bänden 100, 115, 118, 131 und 133 der Hauptreihe
- DBSO32: Klassiker der indischen Philosophie. Directmedia, Berlin 2006, ISBN 3-89853-037-X
- DBSO34: Karl Kraus – Die Fackel. Directmedia, Berlin 2007, ISBN 3-86150-687-4

Die Bandnummer DBSO33 wurde nicht vergeben.

### DBSKxx: Spektrum
- DBSK01: Mathias Bertram: Hirschberger – Geschichte der Philosophie. Directmedia, Berlin 2004, ISBN 3-89853-703-X
- DBSK02: Charles Darwin: Die Entstehung der Arten. Directmedia, Berlin 2000, ISBN 3-932544-51-X
- DBSK03: Rudolph Eisler: Philosophen-Lexikon. Directmedia, Berlin 2007, ISBN 978-3-89853-330-0
- DBSK04: Karl Marx: Das Kapital. Directmedia, Berlin 2000, ISBN 3-932544-53-6
- DBSK05: Christian Zentner: Das Urteil von Nürnberg. Directmedia, Berlin 2000, ISBN 3-932544-54-4

### DSBxx: Digitale Schülerbibliothek
Die Schülerbibliothek enthält eine reduzierte, speziell für den Schulunterricht zusammengestellte Auswahl aus den Bänden 1 bzw. 2 der Hauptreihe.
- DSB01: Klassische Werke der deutschen Literatur. Directmedia, Berlin 1998, ISBN 3-932544-70-6
- DSB02: Schlüsselwerke der Philosophie. Directmedia, Berlin 1999, ISBN 3-932544-71-4

### DBHMxx: Bücher, die jeder haben muss
- DBHM01: 100 Romane, die jeder haben muss. Directmedia, Berlin 2004, ISBN 3-89853-242-9
- DBHM02: 100 Theaterstücke, die jeder haben muss. Directmedia, Berlin 2002, ISBN 3-932544-92-7
- DBHM03: 100 Werke der Philosophie, die jeder haben muss. Directmedia, Berlin 2002, ISBN 3-932544-94-3
- DBHM04: 1001 Gedichte, die jeder haben muss. Directmedia, Berlin 2004, ISBN 3-89853-246-1
- DBHM05: 1000 Gemälde, die jeder haben muss. Directmedia, Berlin 2002, ISBN 3-932544-95-1
- DBHM06: 1000 Zeichnungen, die jeder haben muss. Directmedia, Berlin 2007, ISBN 978-3-89853-315-7
- DBHM07: 100 Englische Klassiker, die jeder haben muss. Directmedia, Berlin 2007, ISBN 978-3-89853-323-2
- DBHM08: 1000 Märchen und Sagen, die jeder haben muss. Directmedia, Berlin 2007, ISBN 978-3-89853-320-1
- DBHM09: 1000 Liebesgedichte. Directmedia, Berlin 2007, ISBN 978-3-89853-341-6
- DBHM10: 100 Werke der Weltliteratur, die jeder haben muss. Directmedia, Berlin 2007, ISBN 978-3-89853-329-4
- DBHM11: 1000 Grafiken, die jeder haben muss. Directmedia, Berlin 2003, ISBN 3-932544-72-2
- DBHM12: Lexikon: Personen, Begriffe, Ereignisse. Directmedia, Berlin 2003, ISBN 3-932544-62-5

#### Besonderheiten und Anmerkungen
- DBHM04 erschien zuerst 2002 unter dem Titel 1000 Gedichte, die jeder haben muss (ISBN 3-932544-93-5). Nach einem über mehrere Instanzen geführten Rechtsstreit[4] wurde dieser Band mit abgeänderter Zusammenstellung 2004 mit dem oben angegebenen Titel neu veröffentlicht. Aktuelle Versionen der Bibliothekssoftware zeigen den Titel in der Bandverwaltung in jedem Fall als DB Sonderband: 1001 Gedichte an, auch wenn der Datenstand der Erstauflage von 2002 installiert wird. Beim geöffneten Band wird je nach Ausgabe der tatsächliche Titel angezeigt.

### DBSPxx: Spezial
- DBSP02: Istituto Storico Domenicano: Constitutiones et Acta Ordinis Fratrum Praedicatorum. Directmedia, Berlin 2002, ISBN 3-932544-68-4
- DBSP03: Deutsche Einblattholzschnitte. Directmedia, Berlin 2003, ISBN 3-932544-69-2
- DBSP04: Samuel Hahnemann, Gesammelte Werke. Directmedia, Berlin 2003, ISBN 3-932544-75-7
- DBSP05: Russische Literatur von Nestor bis Majakowski. Directmedia, Berlin 2003, ISBN 3-932544-76-5

#### Besonderheiten und Anmerkungen
- Als DBSP01 waren die Notizbücher von Peter Weiss geplant, die jedoch letztendlich als Band in der Hauptreihe erschienen sind (DB149).
- DBSP05 besteht hauptsächlich aus Texten in kyrillischer Schrift und lässt sich mit der regulären Version der Lesesoftware nicht öffnen, da die Software nicht Unicode-fähig ist und nur den westeuropäischen Zeichensatz unterstützt. Stattdessen muss eine nur auf dieser CD mitgelieferte, angepasste Version 3 der Lesesoftware verwendet werden.

### TYPxx: The Yorck Project
Bei dem The Yorck Project handelt es sich um die Gesellschaft für Bildarchivierung mit Sitz in Berlin.
- TYP01: 10.000 Meisterwerke der Malerei. Directmedia, Berlin 2002, ISBN 3-936122-20-2
- TYP02: 10.000 Ansichtskarten – Deutschland in alten Ansichtskarten. Directmedia, Berlin 2003, ISBN 3-936122-24-5
- TYP03: 5.000 Bildpostkarten aus der Zeit um 1900. Directmedia, Berlin 2003, ISBN 3-936122-27-X
- TYP04: Bernhard Jussen: Liebig’s Sammelbilder – vollständige Ausgabe der Serien 1 bis 1138. Directmedia, Berlin 2008, ISBN 978-3-89853-640-0
- TYP05: 5.000 Zeichnungen. Directmedia, Berlin 2003, ISBN 3-932544-72-2
- TYP06: 5.000 Historische Stadtansichten aus Deutschland. Directmedia, Berlin 2003, ISBN 3-936122-26-1
- TYP07: 5.000 Meisterwerke der europäischen Druckgrafik. Directmedia, Berlin 2002, ISBN 3-936122-16-4
- TYP08: 5.000 Meisterwerke der Photographie des 19. Jahrhunderts. Directmedia, Berlin 2003, ISBN 3-936122-17-2
- TYP09: 25.000 Meisterwerke: Gemälde, Zeichnungen, Grafiken. Directmedia, Berlin 2007, ISBN 978-3-89853-603-5
- TYP11: Ikonen der orthodoxen Kirche. Directmedia, Berlin 2003, ISBN 3-936122-21-0
- TYP12: Japanische Kunst der Edo-Zeit. Directmedia, Berlin 2004, ISBN 3-936122-23-7
- TYP13: Karikaturen. Zeitkritik mit Witz. Directmedia, Berlin 2004, ISBN 3-936122-18-0
- TYP14: Die Bibel in der Kunst: von der Schöpfung bis zur Offenbarung. Directmedia, Berlin 2008, ISBN 978-3-89853-632-5
- TYP15: Meisterwerke der Erotische Kunst. Directmedia, Berlin 2007, ISBN 978-3-89853-335-5
- TYP16: Das große dpa-Bildarchiv: rund 2200 hochaufgelöste Fotos, die die Welt bewegten. Directmedia, Berlin 2005, ISBN 3-936122-34-2
- TYP18: Archiv der Meister: William Turner: digitales Verzeichnis der Werke. Directmedia, Berlin 2006, ISBN 3-936122-63-6
- TYP19: Archiv der Meister: Caspar David Friedrich: Die Gemälde. Directmedia, Berlin 2006, ISBN 3-936122-61-X
- TYP20: Archiv der Meister: El Greco: Die Gemälde. Directmedia, Berlin 2006, ISBN 3-936122-62-8
- TYP21: Bundesarchiv: Für Frieden und Sozialismus: Plakate der Parteien und Massenorganisationen der DDR. Directmedia, Berlin 2006, ISBN 3-936122-36-9
- TYP22: Gustav Klimt – Werke. Directmedia, Berlin 2007, ISBN 978-3-936122-64-0
- TYP25/TYP26: 40.000 Meisterwerke: Malerei, Grafik, Zeichnung; die größte Kunstsammlung, die man kaufen kann! (2 DVD-ROM) Directmedia, Berlin 2007, ISBN 978-3-936122-35-0

Die Bandnummern 17, 23 und 24 wurden nicht vergeben.

### TYPKKxx: The Yorck Project 'Kunst für Kenner'
- TYPKK01: Die Renaissance. Directmedia, Berlin 2004, ISBN 3-936122-51-2
- TYPKK02: Der Barock. Directmedia, Berlin 2004, ISBN 3-936122-52-0
- TYPKK03: Der Impressionismus. Directmedia, Berlin 2004, ISBN 3-936122-53-9
- TYPKK04: Stillleben. Directmedia, Berlin 2004, ISBN 3-936122-56-3
- TYPKK05: Landschaften. Directmedia, Berlin 2004, ISBN 3-936122-54-7
- TYPKK06: Porträts. Directmedia, Berlin 2004, ISBN 3-936122-55-5
- TYPKK07: Thomas Heider: Das Designlexikon. Directmedia, Berlin 2004, ISBN 3-89853-231-3
- TYPKK08: Markus Stegmann: Lexikon der grafischen Künste. Directmedia, Berlin 2004, ISBN 3-89853-232-1
- TYPKK09: Die Romantik. Directmedia, Berlin 2004, ISBN 3-936122-49-0
- TYPKK10: Die Anfänge der Photographie. Directmedia, Berlin 2004, ISBN 3-936122-47-4
- TYPKK11: Erotische Kunst. Directmedia, Berlin 2004, ISBN 3-936122-48-2
- TYPKK12: Christliche Kunst. Directmedia, Berlin 2004, ISBN 3-936122-50-4
- TYPKK13: Interieurs. Directmedia, Berlin 2006, ISBN 3-936122-58-X
- TYPKK14: Tiere. Directmedia, Berlin 2006, ISBN 3-936122-59-8

### KDBxxx: Die Kleine Digitale Bibliothek
Bei dieser Reihe handelt es sich neben neuem Material um Neuauflagen von schon veröffentlichtem Material.
- KDB001: 1001 Gedichte, die jeder haben muss., Directmedia, Berlin 2007, ISBN 978-3-89853-300-3. Entspricht DBHM04 (Ausgabe 2004)
- KDB002: Ulf Diederichs: Who's who im Märchen, Directmedia, Berlin 2007, ISBN 978-3-89853-302-7
- KDB003: Markus A. Rothschild: Die unglaublichsten Fälle der Rechtsmedizin. Directmedia, Berlin 2007, ISBN 978-3-89853-303-4
- KDB004: Das Designlexikon. entspricht TYPKK07
- KDB005: 1.000 Gemälde, die jeder haben muss. entspricht DBHM05
- KDB006: 100 Werke der Philosophie, die jeder haben muss entspricht DBHM03
- KDB007: Kurt Pätzold: Adolf Hitler – Eine politische Biographie. Directmedia, Berlin 2007, ISBN 978-3-89853-307-2
- KDB008: 100 Romane, die jeder haben muss. entspricht DBHM01
- KDB009: Peter Calvocoressi: Who's who in der Bibel, Directmedia, Berlin 2007, ISBN 978-3-89853-309-6
- KDB010: Jacob Burckhardt: Griechische Kulturgeschichte. bereits enthalten in Band 55 der Hauptreihe. Directmedia, Berlin 2007, ISBN 978-3-89853-310-2
- KDB011: Meisterwerke des Impressionismus. entspricht TYPKK03
- KDB012: Meisterwerke der Renaissance. entspricht TYPKK01
- KDB013: Kurt Pätzold: Stufen zum Galgen – Lebenswege vor den Nürnberger Urteilen. Directmedia, Berlin 2007, ISBN 978-3-89853-313-3
- KDB014: Gerhard Fink: Who's who in der antiken Mythologie, Directmedia, Berlin 2007, ISBN 978-3-89853-314-0
- KDB015: 1.000 Zeichnungen, die jeder haben muss. entspricht DBHM06
- KDB016: 100 Theaterstücke, die jeder haben muss. entspricht DBHM02
- KDB017: Silke Leopold: Who's who in der Oper, Directmedia, Berlin 2007, ISBN 978-3-89853-317-1
- KDB018: Kurt Pätzold: Rudolf Heß – Der Mann an Hitlers Seite. Directmedia, Berlin 2007, ISBN 978-3-89853-318-8
- KDB019: Hansjürgen Blinn: Meisterwerke der erotischen Literatur. Directmedia, Berlin 2006, ISBN 3-89853-536-3
- KDB020: 1.000 Märchen und Sagen, die jeder haben muss. entspricht DBHM08
- KDB021: Meisterwerke der Landschaftsmalerei. entspricht TYPKK05
- KDB022: Theodor Mommsen: Römische Geschichte. Directmedia, Berlin 2007, ISBN 978-3-89853-322-5
- KDB023: 100 englische Klassiker, die jeder haben muss. entspricht DBHM07
- KDB024: Meisterwerke des Barock. entspricht TYPKK02
- KDB025: Lexikon der graphischen Künste. entspricht TYPKK08
- KDB026: Meisterwerke der Porträtmalerei. entspricht TYPKK06
- KDB027: Meisterwerke des Stilllebens. entspricht TYPKK04
- KDB028: Kamasutra entspricht DBSO05
- KDB029: 100 Werke der Weltliteratur, die jeder haben muss. entspricht DBHM10
- KDB030: Rudolf Eisler: Philosophenlexikon. bereits enthalten in Band 3 der Hauptreihe. Directmedia, Berlin 2007, ISBN 978-3-89853-330-0
- KDB031: 100 Opernlibretti, die jeder haben muss. bereits enthalten in Band 57 der Hauptreihe.
- KDB032: Meisterwerke der Romantik. entspricht TYPKK09
- KDB033: Die Anfänge der Photographie. entspricht TYPKK10
- KDB034: Alexander Wheelock Thayer: Ludwig van Beethovens Leben. bereits enthalten in Band 113 der Hauptreihe. Directmedia, Berlin 2007, ISBN 978-3-89853-334-8
- KDB035: Meisterwerke der erotischen Kunst. entspricht in TYP15
- KDB036: Meisterwerke der christlichen Kunst. entspricht TYPKK12, Directmedia, Berlin 2007, ISBN 978-3-89853-336-2
- KDB037: Interieurs in der Kunst. entspricht TYPKK13
- KDB038: Das Leben Richard Wagners. entspricht im Wesentlichen DB107
- KDB039: Tierdarstellungen in der Kunst. entspricht TYPKK14
- KDB040: Mozart. entspricht DB130
- KDB041: 1000 Liebesgedichte. entspricht DBHM09
- KDB042: Immanuel Kant. entspricht DBSO10
- KDB043: Johann Gustav Droysen: Geschichte des Hellenismus. bereits enthalten in Band 55 der Hauptreihe. Directmedia, Berlin 2007, ISBN 978-3-89853-343-0
- KDB044: Peter Walther: Deutsche Kolonien in Farbphotographien. Directmedia, Berlin 2007, ISBN 978-3-89853-344-7
- KDB045: Konrad Lorenz: Von Tieren und Menschen. Directmedia, Berlin 2007, ISBN 978-3-89853-345-4
- KDB046: Wilhelm Busch: Gesammelte Werke. entspricht Band 74 der Hauptreihe. Directmedia, Berlin 2007, ISBN 978-3-89853-346-1
- KDB047: Ernst R. Sandvoss: Geschichte der Philosophie. Directmedia, Berlin 2007, ISBN 978-3-89853-347-8
- KDB048: Erhard Gorys: Lexikon der Heiligen. Directmedia, Berlin 2007, ISBN 978-3-89853-348-5
- KDB049: Christoph Bausenwein: Geheimnis Fußball. Auf den Spuren eines Phänomens. Directmedia, Berlin 2008, ISBN 978-3-89853-349-2
- KDB050: Siegfried Tesche: James Bond: Die Welt des 007. Directmedia, Berlin 2007, ISBN 978-3-89853-350-8
- KDB051: Horst Schaub: Wörterbuch Pädagogik. entspricht Band 65 der Hauptreihe.
- KDB052: Nicolette Bohn und Roland Biewald: Lexikon der Sekten und Lexikon des Okkultismus, Directmedia, Berlin 2008, ISBN 978-3-89853-352-2

Weitere Titel in der Reihe waren geplant, sind jedoch nicht mehr erschienen.

### QGxx: Digitale Bibliothek Quellen Germanistik
- Drei CDs im Schuber, Directmedia, Berlin 2004 (Notierung im Katalog der Deutschen Nationalbibliothek: )
- QG01: Quellen Germanistik: Romantik
- QG02: Quellen Germanistik: Klassik
- QG02: Quellen Germanistik: Empfindsamkeit, Sturm und Drang

### QPxx: Digitale Bibliothek Quellen Philosophie
- QP01: Quellen Philosophie: Griechisch-Römische Antike. Directmedia, Berlin 2004, ISBN 3-89853-071-X
- QP02: Quellen Philosophie: Empirismus, Skeptizismus, Rationalismus, französische Aufklärung. Directmedia, Berlin 2004, ISBN 3-89853-072-8
- QP03: Quellen Philosophie: Deutscher Idealismus. Directmedia, Berlin 2004, ISBN 3-89853-073-6

### ZENOxxx: Digitale Bibliothek Zeno.org
In dieser Reihe wurden wieder zahlreiche Veröffentlichungen aus den vorhergehenden Reihen, aber auch eigenständige Bände veröffentlicht.
- ZENO001: Deutsche Literatur von Luther bis Tucholsky
- ZENO002: Philosophie von Platon bis Nietzsche; entspricht Band 2 der Hauptreihe
- ZENO003: 25.000 Meisterwerke
- ZENO004: Fischer Weltgeschichte, (36 Bände); entspricht Band 119 der Hauptreihe
- ZENO005: Meyers Großes Konversations-Lexikon; entspricht Sonderband 31
- ZENO006: Bilderlexikon der Erotik; entspricht Band 19 der Hauptreihe
- ZENO007: Der Auschwitz-Prozess; entspricht Band 101 der Hauptreihe
- ZENO008: Wolfgang Amadeus Mozart – Leben und Werk
- ZENO009: Karl Ernst Georges: Lateinisch-Deutsch/Deutsch-Lateinisch – Ausführliches lateinisch-deutsches Handwörterbuch, Kleines deutsch-lateinisches Handwörterbuch, Faksimile und Volltext entspricht Band 69 der Hauptreihe.
- ZENO010: Kindlers Malereilexikon; entspricht Band 22 der Hauptreihe
- ZENO011: Heinrich Zille: Werke und Schriften alle Karikaturausgaben; das gesamte schriftstellerische Werk, Directmedia, Berlin 2007, ISBN 978-3-86640-711-4
- ZENO012: Bernhard Jussen: Reklame-Sammelbilder – Bilder der Jahre 1870 - 1970 mit historischen Themen. Directmedia, Berlin 2008, ISBN 978-3-86640-712-1
- ZENO013: Nicolas Lemery: Vollständiges Materialien-Lexicon Übersetzung der 3. Auflage. von 1721, Neusatz und Faksimile, Directmedia, Berlin 2007, ISBN 978-3-86640-713-8
- ZENO014: Juliane Peters: Spott und Hetze – Antisemitische Postkarten 1893-1945. Directmedia, Berlin 2008, ISBN 978-3-86640-714-5
- ZENO015: Joseph Riepel: Musiktheoretische Quellen 1750–1800. Directmedia, Berlin 2007, ISBN 978-3-89853-615-8
- ZENO016: Édouard Manet: Digitales Verzeichnis der Werke. Directmedia, Berlin 2007, ISBN 978-3-89853-616-5
- ZENO017: Antoine Watteau: Digitales Verzeichnis der Werke
- ZENO019: Peter Walther: Deutschland in frühen Farbfotografien. mehr als 1400 Farbfotos von 1913 - 1930, Directmedia, Berlin 2007, ISBN 978-3-86640-719-0
- ZENO020: Andreas Ommer: Verzeichnis aller Operngesamtaufnahmen von 1907 bis zur Gegenwart. Directmedia, Berlin 2007, ISBN 978-3-86640-720-6
- ZENO021: Giorgio Vasari: Leben der ausgezeichnetsten Maler, Bildhauer und Baumeister, von Cimabue bis zum Jahre 1567. Directmedia, Berlin 2008, ISBN 978-3-89853-621-9
- ZENO022: Robert Blum: Allgemeines Theater-Lexikon oder Enzyklopädie alles Wissenswerthen für Bühnenkünstler, Dilettanten und Theaterfreunde, neue Ausgabe 1846, Neusatz und Faksimile. Directmedia, Berlin 2008, ISBN 978-3-89853-622-6
- ZENO023: Werner Tiki Küstenmacher mit Lothar J. Seiwert: simplify your life, Directmedia, Berlin 2007, ISBN 978-3-86640-723-7
- ZENO024: Dietrich Schulze-Marmeling: Die Geschichte der deutschen Fußball-Nationalmannschaft. Directmedia, Berlin 2007, ISBN 978-3-89853-624-0
- ZENO025: Dietrich Schulze-Marmeling: Die Geschichte der Fußball-Europameisterschaft. Directmedia, Berlin 2008, ISBN 978-3-89853-625-7
- ZENO026: Reallexikon der Deutschen Altertümer
- ZENO027: Max Liebermann: Werke und Schriften
- ZENO028: Henri Rousseau: Werke
- ZENO029: Ikonen der orthodoxen Kirche
- ZENO032: Die Bibel in der Kunst; entspricht Band 14 der Reihe TYP
- ZENO033: English and American Literature
- ZENO034: Karl Friedrich Wilhelm Wander: Deutsches Sprichwörter-Lexikon 250.000 Sprichwörter und Redewendungen, Directmedia, Berlin 2008, ISBN 978-3-89853-634-9
- ZENO035: Das literarische Quartett
- ZENO036: Klassiker des Protestantismus: Von Jan Hus bis Dietrich Bonhoeffer; entspricht Band 127 der Hauptreihe
- ZENO037: Daten deutscher Dichtung: Chronologischer Abriß der deutschen Literaturgeschichte
- ZENO038: Edward Gibbon: Verfall und Untergang des römischen Imperiums – Bis zum Ende des Reiches im Westen; entspricht Band 161 der Hauptreihe
- ZENO039: Martin Luther: Gesammelte Werke: Herausgegeben von Kurt Aland, Directmedia, Berlin 2008, ISBN 978-3-89853-639-4; entspricht Band 63 der Hauptreihe
- ZENO040: Liebig's Sammelbilder, Atlas des historischen Bildwissens 1, Vollständige Ausgabe der Serien 1 bis 1.138; entspricht Band 4 der Reihe TYP
- ZENO041: Handbuch der deutschen Kunstdenkmäler: Sachsen
- ZENO050: 40.000 Meisterwerke: Gemälde, Zeichnungen, Grafiken, Directmedia, Berlin 2008, ISBN 978-3-89853-650-9 (2CD: ZENO050 Teil 1 Malerei, ZENO051 Teil2 Zeichnung, Grafik)
- ZENOSO01: Victor von Röll: Enzyklopädie des Eisenbahnwesens. Directmedia, Berlin 2007, ISBN 978-3-89853-091-0
- ZENOSO02: Bernhard Grzimek (Hrsg.): Grzimeks Tierleben – Enzyklopädie des Tierreichs, vollständige Ausgabe, 13 Bände und 3 Ergänzungsbände, Directmedia, Berlin 2007, ISBN 978-3-86150-871-7